# 24-Stunden-Rennen von Spa-Francorchamps 1986

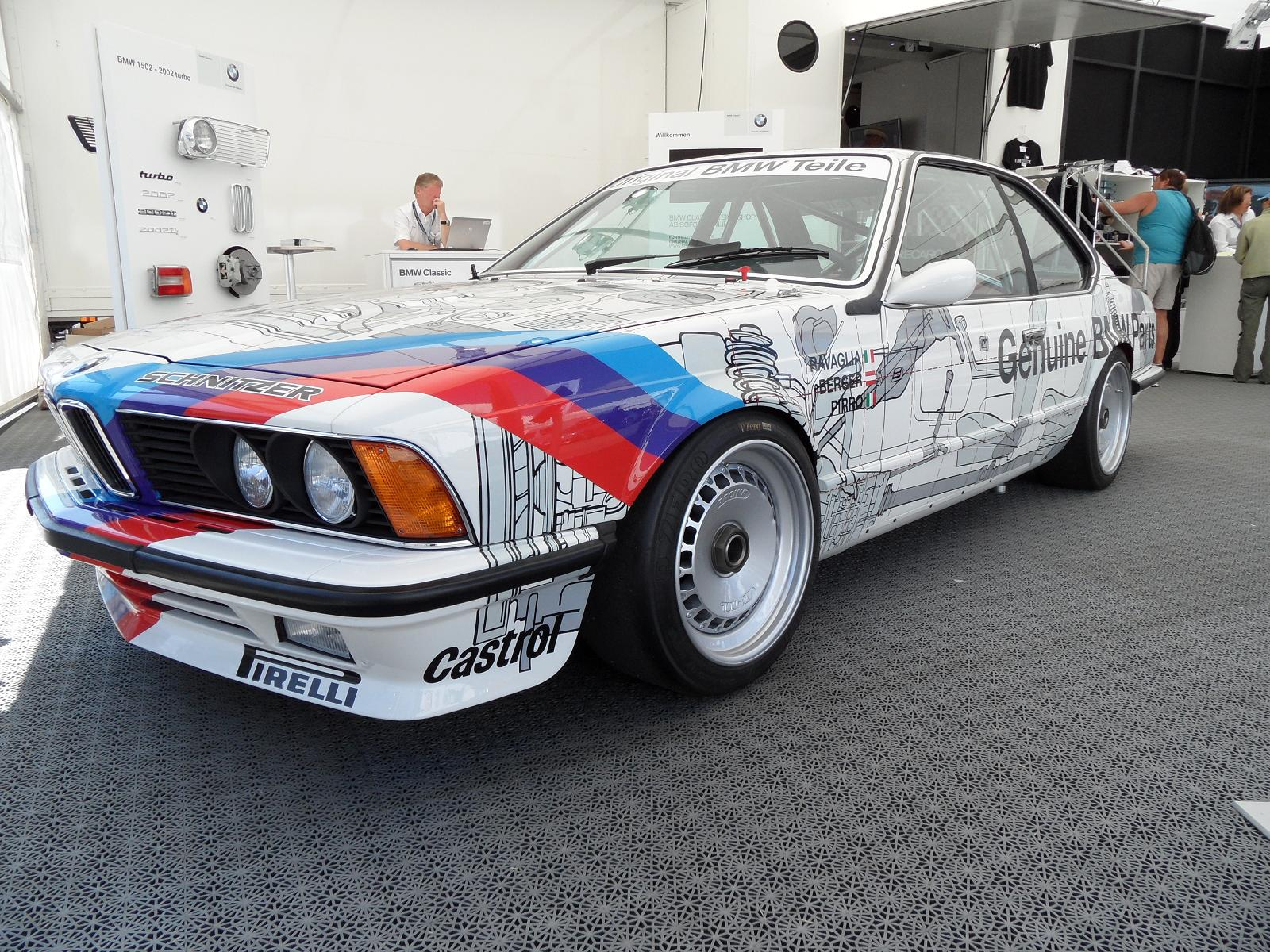
Der drittplatzierte BMW 635 CSi von Roberto Ravaglia, Gerhard Berger und Emanuele Pirro

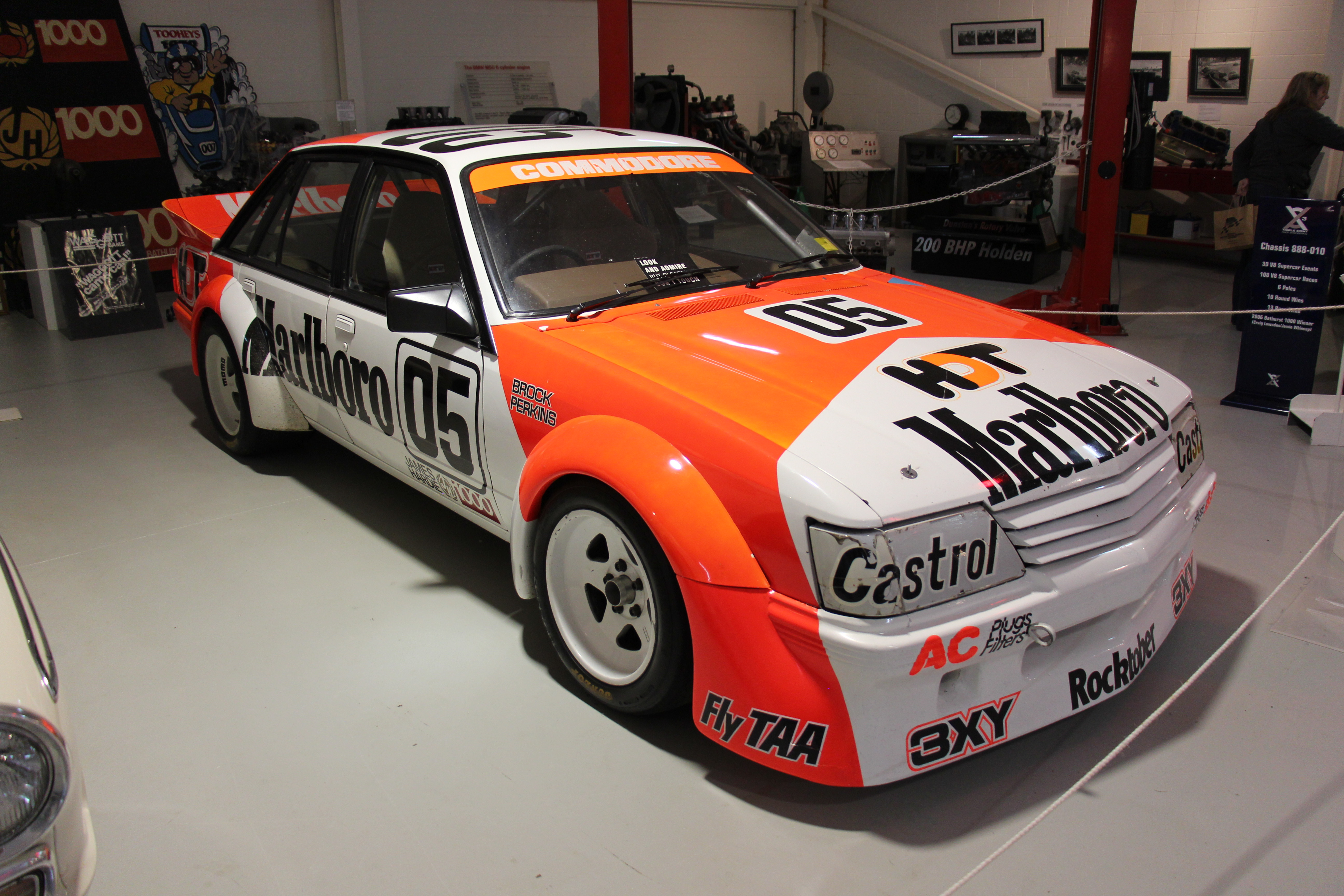
Eine Rarität im europäischen Tourenwagensport; ein Holden VK Commodore

Das 38. 24-Stunden-Rennen von Spa-Francorchamps, auch 24 Heures de Francorchamps, fand vom 2. bis 3. August 1986 auf dem Circuit de Spa-Francorchamps statt und war der neunte Wertungslauf der Tourenwagen-Europameisterschaft dieses Jahres.

## Das Rennen
Wie viele Langstreckenrennen dieser Zeit machte auch das 24-Stunden-Rennen von Spa-Francorchamps Mitte der 1980er-Jahre einen Wandel durch. Die Veranstaltungen mit den langen Distanzen, wie sie in Daytona, Sebring und Le Mans gefahren wurden, entwickelten sich immer mehr zu Sprintrennen. In der Tourenwagen-Europameisterschaft hatte das Rennen in Spa die mit Abstand längste Distanz, dennoch kamen die Teams mit demselben Fahrzeugmaterial zu diesem Wertungslauf wie zu allen anderen Rennen.
Mitfavoriten auf den Gesamtsieg waren die beiden Ford Sierra XR4 TI von Eggenberger Motorsport. Die Geschäftsführung des in Lyss in der Schweiz ansässigen Rennteams ließ die Einsatzfahrzeuge bei Karmann in Osnabrück aufbauen. Vor dem Großen Preis der Tourenwagen auf dem Nürburgring musste Eggenberger den Treibstoff-Lieferanten wechseln, nachdem der drittplatzierte Wagen von Siegfried Müller junior und Pierre Dieudonné nach dem 500-km-Rennen auf dem Österreichring wegen einer zu hohen Oktanzahl disqualifiziert worden war. Die BMW-Teams vertrauten auch 1986 auf die bewährten 635 CSi und Tom Walkinshaw, der 1985 von Jaguar auf Rover-Modelle gewechselt war, meldete für sein Rennteam drei Rover Vitesse. Nach drei Saisonsiegen waren die beiden siegreichen Volvo 240 Turbo wie der Ford Sierra beim Rennen auf dem Österreichring an der technischen Nachkontrolle gescheitert, wodurch der kuriose Fall eintrat, dass alle auf dem Podium der ersten drei stehenden Fahrer nachträglich aus der Wertung fielen. Bei den Volvos war ein Umbau der Treibstofftanks notwendig, die in Österreich zu groß dimensioniert waren. Die Attraktion des Rennens waren drei Holden VK Commodore, die die australische General Motors Holden gemeldet hatte und die unter anderem Peter Brock, Allan Moffat und Allan Grice fuhren.
Zu Beginn des Rennens waren die Rover Vitesse 2 Sekunden pro Runde schneller als die Konkurrenz. Nach einer Fahrzeit von sechs Stunden führte der Rover von Armin Hahne, Jeff Allam und dem bereits 50-jährigen Formel-1-Weltmeister von 1967, Denis Hulme. Probleme mit der Elektrik verhinderten den möglichen Gesamtsieg. Bis zum Sonntagnachmittag lichtete sich das Starterfeld. Die Volvo- und Ford-Wagen bezahlten das hohe Tempo mit Schäden an den Turboladern, die umständliche Reparaturen notwendig machten. Am Ende gelang BMW ein Fünffachsieg, mit Dieter Quester, Altfrid Heger und Thierry Tassin als Gesamtsieger.

## Ergebnisse

### Schlussklassement
| 1                  | Div. 3 | 11  | BMW Belgium Schnitzer                  | Dieter Quester Altfrid Heger Thierry Tassin                  | BMW 635 CSi              | 499 |
| 2                  | Div. 3 | 14  | CiBiEmme Sport                         | Marco Micangeli Maurizio Micangeli Carlo Rossi               | BMW 635 CSi              | 493 |
| 3                  | Div. 3 | 10  | BMW Belgium Schnitzer                  | Roberto Ravaglia Gerhard Berger Emanuele Pirro               | BMW 635 CSi              | 491 |
| 4                  | Div. 3 | 23  | Bavaria Automobiles                    | René Metge Marc Sourd Philippe Haezebrouck                   | BMW 635 CSi              | 488 |
| 5                  | Div. 2 | 44  | Linder Rennsport                       | Winfried Vogt Christian Danner Markus Oestreich              | BMW 325i                 | 487 |
| 6                  | Div. 3 | 7   | TWR Bastos Texaco Racing Team          | Armin Hahne Jeff Allam Denny Hulme                           | Rover Vitesse            | 481 |
| 7                  | Div. 3 | 3   | Eggenberger Motorsport                 | Steve Soper Klaus Niedzwiedz Siegfried Müller junior         | Ford Sierra XR4 TI       | 475 |
| 8                  | Div. 2 | 40  | Jolly Club                             | Lella Lombardi Rinaldo Drovandi Roberto Castagna             | Alfa Romeo 75 V6         | 473 |
| 9                  | Div. 2 | 41  | Jolly Club                             | Michel Maillien Quirin Bovy Faustein                         | Alfa Romeo Alfetta GTV/6 | 461 |
| 10                 | Div. 2 | 49  | Jolly Club                             | Edgar Gillessen Georges Cremer Christian Cremer              | Alfa Romeo Alfetta GTV/6 | 461 |
| 11                 | Div. 1 | 102 | IMC Toyota Bemani                      | Bruno Eichmann Ludwig Hölzl Hans-Peter Hess                  | Toyota Corolla GT AE86   | 460 |
| 12                 | Div. 3 | 1   | RAS Sport                              | Johnny Cecotto Anders Olofsson Mauro Baldi                   | Volvo 240 Turbo          | 456 |
| 13                 | Div. 1 | 115 | IMC Toyota                             | Milos Bychl Roger Rutten Pierre Olivier Bertinchamps         | Toyota Corolla GT AE86   | 454 |
| 14                 | Div. 3 | 39  | Bavaria Automobiles                    | Gaston Rahier Didier de Radiguès Claude Ballot-Léna          | BMW 635 CSi              | 453 |
| 15                 | Div. 2 | 50  | Monroe Racing with Serge Power         | Thierry van Dalen Bernard de Dryver Michel de Deyne          | Mercedes 190 E 2.3-16    | 447 |
| 16                 | Div. 3 | 36  | Jumet Motors Racing                    | Cyril Raes François Verhaegen Eddy van Esch                  | BMW 635 CSi              | 444 |
| 17                 | Div. 1 | 114 | IMC Toyota                             | Claude Holvoet Freddy Fruhauf Noël van den Eeckhout          | Toyota Corolla GT AE86   | 444 |
| 18                 | Div. 3 | 6   | Mobil Holden Dealer Team               | Neal Lowe Kent Baigent Graeme Bowkett                        | Holden VK Commodore      | 439 |
| 19                 | Div. 1 | 81  | Belgian Audi VW Club Seikel Motorsport | Peter Seikel Dagmar Suster Robert Schenk                     | Audi 80 GLE              | 435 |
| 20                 | Div. 2 | 54  | Jolly Club                             | Roberto Orlandi Stephane Cohen Didier Noirhomme              | Alfa Romeo 75 V6         | 427 |
| 21                 | Div. 1 | 113 | IMC Toyota                             | José Close André Hardy Emmanuel Remion                       | Toyota Corolla GT AE86   | 420 |
| 22                 | Div. 3 | 5   | Mobil Holden Dealer Team               | Peter Brock Allan Moffat John Harvey                         | Holden VK Commodore      | 412 |
| 23                 | Div. 3 | 27  | Australian National Motor Racing Team  | Allan Grice Michel Delcourt Alex Guyaux                      | Holden VK Commodore      | 397 |
| 24                 | Div. 1 | 88  | Belgian Audi VW Club                   | Guy Katsers Jean-Claude Burton Michel Lurquin                | VW Golf GTI              | 382 |
| 25                 | Div. 1 | 111 | IMC Toyota                             | Henny Hemmes Chantal Grimard Anne-Charlotte Verney           | Toyota Corolla GT AE86   | 354 |
| Ausgefallen        |        |     |                                        |                                                              |                          |     |
| 26                 | Div. 3 | 29  | Garage Du Bac                          | Fabien Giroix Michel Trollé Jean-Pierre Malcher              | BMW 635 CSi              | 489 |
| 27                 | Div. 3 | 16  | CiBiEmme Sport                         | Pascal Witmeur Jean-Michel Martin Eric van de Poele          | BMW 635 CSi              | 489 |
| 28                 | Div. 2 | 45  | Linder Rennsport                       | Massimo Micangeli Bretislav Enge Otto Rensing                | BMW 325i                 | 487 |
| 29                 | Div. 3 | 2   | RAS Sport                              | Thomas Lindström Ulf Granberg Didier Theys                   | Volvo 240 Turbo          | 460 |
| 30                 | Div. 2 | 42  | Snobeck Racing Service                 | Dany Snobeck Alain Cudini Joël Gouhier                       | Mercedes 190 E 2.3-16    | 389 |
| 31                 | Div. 3 | 8   | TWR Bastos Texaco Racing Team          | Tom Walkinshaw Win Percy Eddy Joosen                         | Rover Vitesse            | 383 |
| 32                 | Div. 3 | 18  | BMW Belgium Juma Team                  | Thierry Boutsen Hans Heyer Enzo Calderari                    | BMW 635 CSi              | 85  |
| 33                 | Div. 3 | 12  | IRS Euromotor HWRT Ford Tuning         | Harald Grohs Romain Feitler Joachim Winkelhock               | Ford Sierra XR4 TI       | 42  |
| 34                 | Div. 3 | 4   | Eggenberger Motorsport                 | Siegfried Müller junior Pierre Dieudonné Manuel Reuter       | Ford Sierra XR4 TI       | 35  |
| 35                 | Div. 3 | 9   | TWR South Pacific Racing               | Ron Dickson Neville Crichton Dave McMillan                   | Rover Vitesse            | 31  |
| 36                 | Div. 3 | 15  | CiBiEmme Sport                         | Bernard Carlier Raymond van Hove Pierre-Alain Thibaut        | BMW 635 CSi              |     |
| 37                 | Div. 2 | 43  | Snobeck Racing Service                 | Alain Ferté Hansjörg Haidacher Pierre de Thoisy              | Mercedes 190 E 2.3-16    |     |
| 38                 | Div. 2 | 71  | Auto Budde Racing Team                 | Jürgen Hamelmann Robert Walterscheid-Müller Andy Bovensiepen | BMW 325i                 |     |
| 39                 | Div. 2 | 46  | Carlsson Motorsport                    | Marc Duez Bruno di Gioia Zdeněk Vojtěch                      | Mercedes 190 E 2.3-16    |     |
| 40                 | Div. 2 | 62  | JMS Racing                             | Jean-Pierre Jarier Jean-Marc Smadja Gilles Sagne             | BMW 325i                 |     |
| 41                 | Div. 3 | 19  | Jean-Pierre Castel                     | Lucien Guitteny Lionel Robert Jean-Pierre Castel             | BMW 635 CSi              |     |
| 42                 | Div. 2 | 70  | Snobeck Racing Servic                  | Bernard Salam Pierre Destic Jean-Pierre Jaussaud             | Mercedes 190 E 2.3-16    |     |
| 43                 | Div. 3 | 13  | Jolly Club Istria                      | Antonio Palma Daniele Gasparri Marco Curti                   | BMW 635 CSi              |     |
| 44                 | Div. 2 | 47  | Carlsson Motorsport                    | Ferdinand de Lesseps Jean-Paul Libert Bruno Illien           | Mercedes 190 E 2.3-16    |     |
| 45                 | Div. 3 | 35  | Jumet Motors Racing                    | Francois-Xavier Boucher Jean Eggericx Vincent Bertinchamps   | BMW 635 CSi              |     |
| 46                 | Div. 2 | 57  | IRS Euromotor Racing Luxembourg        | Romain Wolff Helge Probst Manfred Burkhard                   | Ford Escort RS Turbo     |     |
| 47                 | Div. 2 | 57  | Pontus Racing Team                     | Axel Felder Peter Faubel Roger Visconti                      | BMW 325i                 |     |
| 48                 | Div. 1 | 80  | IMC Toyota Team Toyota Castrol         | John Nielsen Erik Høyer Lars-Viggo Jensen                    | Toyota Corolla GT AE86   |     |
| 49                 | Div. 2 | 60  | Belgian Audi VW Club                   | Franz Dubois Roger van Peteghem Daniël Herregods             | VW Golf GTI 16V          |     |
| 50                 | Div. 1 | 84  | IMC Toyota                             | Pierre Fermine Serge de Liedekerke Gregoire de Mévius        | Toyota Corolla GT AE86   |     |
| 51                 | Div. 1 | 106 | IMC Toyota                             | Geoff Kimber-Smith Bob Holden Don Smith                      | Toyota Corolla GT AE86   |     |
| 52                 | Div. 1 | 87  | IMC Toyota GRK Praha                   | Georg Alber Helmut Maier Antonín Charouz                     | Toyota Corolla GT AE86   |     |
| 53                 | Div. 1 | 109 | Belgian Audi VW Club                   | Charles van Stalle Nico Demuth Pierre Jamin                  | VW Golf GTI              |     |
| 54                 | Div. 1 | 83  | AC Bad Honnef                          | Hans-Jörn Ley Friedrich-Wilhelm Stallmann Josef Rietmann     | VW Golf GTI              |     |
| 55                 | Div. 1 | 110 | Belgian Audi VW Club                   | Philippe Ménage Guy Nève Philip Verellen                     | VW Golf GTI              |     |
| 56                 | Div. 1 | 112 | IMC Toyota                             | Philippe de Leener Francy Lacroix Guy Pirenne                | Toyota Corolla GT AE86   |     |
| 57                 | Div. 2 | 48  | Jolly Club                             | Massimo Siena Romeo Camathias José Angel Sasiambarrena       | Alfa Romeo 75 V6         |     |
| 58                 | Div. 1 | 107 | Excelsior                              | Etienne van Buyndert Peter van Raemdonck Jean-Marie Baert    | Honda Civic              |     |
| 59                 | Div. 2 | 59  | Carlsson Motorsport                    | Valentin Simons Paul Simons Marcel Vandermaesen              | Mercedes 190 E 2.3-16    |     |
| 60                 | Div. 2 | 58  | Mazda Sport                            | Hans van der Beek Raymond Coronel Loek Vermeulen             | Mazda 929                |     |
| 61                 | Div. 1 |     | IRS Euromotor Racing Luxembourg        | Alain Beauchef Jean-Marie Dumont Guy Lorang                  | Ford Escort RS1600i      |     |
| Nicht qualifiziert |        |     |                                        |                                                              |                          |     |
| 62                 | Div. 3 | 33  | Christian Tant                         | Christian Tant Jean-Claude Dubuisson Pierre Duponchel        | BMW 635 CSi              | 1   |
| 63                 | Div. 3 | 34  | Bavaria Automobiles                    | François Hesnault S. Loudvig Pierre Bos                      | BMW 635 CSi              | 2   |
| 64                 | Div. 3 | 37  | Écurie Azur                            | Edward Schinkel Baudouin Andries Marc Demol                  | Ford Capri III 3.0S      | 3   |

1 nicht qualifiziert
2 nicht qualifiziert
3 nicht qualifiziert

### Nur in der Meldeliste
Hier finden sich Teams, Fahrer und Fahrzeuge, die ursprünglich für das Rennen gemeldet waren, aber aus den unterschiedlichsten Gründen daran nicht teilnahmen.
| Pos. | Klasse | Nr. | Team                       | Fahrer                                                  | Chassis                |
| ---- | ------ | --- | -------------------------- | ------------------------------------------------------- | ---------------------- |
| 65   | Div. 3 | 20  | Pontus Racing Team         | Axel Felder Peter Faubel Rolf Göring                    | BMW 635 CSi            |
| 66   | Div. 3 | 28  | Jumet Motors Racing        | Willy Maljean Jean-Marie Pirnay Rodolphe Koentges       | BMW 635 CSi            |
| 67   | Div. 3 | 38  | Nationale Renstal U.R.R.T. | Albert Vanierschot Eric van Peer Raymond Lessenes       | BMW 635 CSi            |
| 68   | Div. 1 | 99  | IMC Toyota                 | Herbert Lingmann Ludwig Hölzl                           | Toyota Corolla GT AE86 |
| 69   | Div. 1 | 108 | Ford Gertsmann Racing Team | Annette Meeuvissen P. Sohnchen A. Webster               | Ford Escort RS1600i    |
| 70   | Div. 1 | 121 | Daihatsu Belgium           | Teddy Pilette Jean-Pierre van de Wauwer Dirk Vermeersch | Daihatsu Charade Turbo |

### Klassensieger
| Klasse | Fahrer         | Fahrer           | Fahrer           | Fahrzeug               | Platzierung im Gesamtklassement |
| ------ | -------------- | ---------------- | ---------------- | ---------------------- | ------------------------------- |
| Div. 3 | Dieter Quester | Altfrid Heger    | Thierry Tassin   | BMW 635 CSi            | Gesamtsieg                      |
| Div. 2 | Winfried Vogt  | Christian Danner | Markus Oestreich | BMW 325i               | Rang 5                          |
| Div. 1 | Bruno Eichmann | Ludwig Hölzl     | Hans-Peter Hess  | Toyota Corolla GT AE86 | Rang 11                         |

### Renndaten
- Gemeldet: 70
- Gestartet: 61
- Gewertet: 25
- Rennklassen: 3
- Zuschauer: 60.000
- Wetter am Renntag: trocken und warm
- Streckenlänge: 6,939 km
- Fahrzeit des Siegerteams: 24:00:24,785 Stunden
- Gesamtrunden des Siegerteams: 499
- Gesamtdistanz des Siegerteams: 3462,561 km
- Siegerschnitt: 144,232 km/h
- Pole Position: Win Percy – Rover Vitesse (#8) – 2:37,800
- Schnellste Rennrunde: Thomas Lindström – Volvo 240 Turbo (#2) – 2:41,190 = 154,997 km/h
- Rennserie: 9. Lauf zur Tourenwagen-Europameisterschaft 1986